# 姫神
姫神（ひめかみ）は、日本の音楽家・星吉昭が創始したソロユニット。1980年に活動を開始し、星吉昭の死去後は星吉紀が「二代」として継承し活動している。ユニット名は、岩手県盛岡市にある姫神山に由来する。岩手県花巻市の森林の中にあるスタジオを活動拠点とし、東北地方の民謡や民族音楽に影響を受けた楽曲を作り続けている。こぶし（メリスマ）を織り込んだメロディーラインが大きな特徴。各時代で最新のシンセサイザーを用いたInstrumentalを中心に制作していたが、1990年代後半以降は、姫神ヴォイスなどの歌声や生楽器を取り入れた楽曲も多く作られている。

## メンバー
- 初代（1980～2004年）：星吉昭
- 二代（2004年～）：星吉紀
  - 星吉昭の長男で、1978年生まれ。1994年以降、作曲も含め姫神のアルバム制作に参加。また、コンサートにもシンセサイザーとパーカッションの奏者として出演。
  - 2004年10月1日の星吉昭の死去に伴い、姫神を継承した。2008年には新体制となって初のアルバム「天∴日高見乃國」をリリース。
  - 一関コミュニティFM「エフエムあすも」の番組「姫神・星吉紀の北天幻想」でラジオパーソナリティを務めている。平泉町観光大使。岩手県文化特使。
- 姫神ヴォイス：中島和子・志和純子・西風沢里絵
  - 姫神（初代）がブルガリアン・ヴォイスにヒントを得て結成した、女性の地声合唱団。
  - 姫神はソロユニットなので、厳密には姫神ヴォイスはメンバーではないが、90年代後半以降の楽曲の多くに参加、コンサートにも出演している。

## 略歴
- 1971年 星吉昭、ビクター電子音楽コンクールでグランプリを受賞し、シンセサイザー・ミュージックの先駆者としての歩みを始める。
- 1980年 星吉昭（キーボード）、佐藤将展（ドラム）、大久保正人（ギター）、伊藤英彦（ベース）の4名で、「姫神せんせいしょん」結成。
- 1981年 シングル「奥の細道」で、キャニオン・レコード（現・ポニーキャニオン）からデビュー。1stアルバム「奥の細道」発売。シンセサイザーを用いて原・日本の風景を描き、注目を集める。「奥の細道」は同年、岩手放送「IBC TOP40」で器楽曲では異例の最高位3位（リクエスト1位）を記録。年間チャートは7位。
- 1984年 姫神せんせいしょん解散。ユニット名を「姫神」と改め、星吉昭のソロユニットとなる。岩手県和賀郡東和町（現在の花巻市）を活動の拠点とする。一貫して東北の地から「北人霊歌」とも呼ばれる音楽を発信し続け、やがて世界的に注目されていく。
- 1985年 NHKの紀行番組「ぐるっと海道3万キロ」[1]の音楽を担当。
- 1985年 TBSテレビ「そこが知りたい」のシリーズ企画「日本全国各駅停車路線バスの旅」のBGMにアルバム「奥の細道」の曲「蛍」、アルバム「姫神伝説」の曲「うたげ」「鳥のごとく」が使用され視聴者より放送局へ問合せが相次ぎ同年CD化。
- 1990年10月10日 伊勢神宮内宮の神域内にて「悠久のもりはるか 伊勢神宮 姫神 シンセサイザー コンサート」を実施。星吉紀と星悦子が演奏。名古屋テレビで放送。
- 1994年 アルバム「東日流（つがる）」で、星吉昭の長男である星吉紀が作曲した楽曲が加わる。この頃より、星吉紀がシンセサイザー奏者として参加するようになる。
- 1997年 TBSテレビ「神々の詩」のテーマ曲を担当し、大きな反響を呼ぶ。この頃より、ヴォイスを取り入れる曲が多くなる。
- 1998年 アルバム「縄文海流～風の縄文III」で、第40回日本レコード大賞企画賞を受賞。
- 2000年 エジプト・スフィンクス広場（ピラミッド前）、イスラエル・エルサレムミュージアム広場でコンサートを開き、注目を集める。
- 2002年 レコード会社をこれまでのポニーキャニオンから東芝EMIに移籍。
- 2004年  ユニットの核を星吉紀へと改める。
- 2004年10月1日 星吉昭死去。平泉毛越寺で葬儀。
- 2004年12月31日 星吉昭に第46回日本レコード大賞特別功労賞が贈られる。以降、姫神は星吉紀に引き継がれ、活動を継続。
- 2007年10月 コンサート会場で姫神通算23作目、新体制となってからは初のアルバム「天∴日高見乃國」先行発売（レーベルはaten music）。
- 2008年2月4日 「天∴日高見乃國」WEB先行発売。4月2日一般店頭発売開始。世界遺産登録が見込まれていた岩手県平泉のイメージ音楽「浄土悠遠」を制作。
- 2008年5月24日 新曲「水火の天弓」とアルバム「天∴日高見乃國」を着うたフル／着うたで配信。
- 2011年 KAGAYAスタジオ制作の全天周プラネタリウム番組「スターリーテイルズ」の音楽を担当し、Origaと初コラボレーション。引き続きボーカルにOrigaを迎え、流氷をテーマにしたドキュメント番組の音楽として「奇跡の恵み」と「流氷」を制作。この2曲は、売上全額が東日本大震災の義援金となるダウンロード販売が行われた。姫神史上初めてレーベルをまたいで選曲された『姫神ゴールデン☆ベスト』発売（「奥の細道〈シングル・バージョン〉」、および「水火の天弓」初CD化）。
- 2013年 2月17日放送のTBSテレビ「天空の方舟」の音楽を担当。提供した楽曲を含む全9曲を収録したアルバム「天空への旅〜Himekami TV Omnibus〜」をiTunes、Amazon、MP3等で音楽配信リリース（AmazonではCD-R版も発売）。
- 2013年 11月20日、東京スカイツリータウン内コニカミノルタプラネタリウム「天空」のプラネタリウム番組「～花鳥風月～星ごよみ」サウンドトラックをリリース。
- 2014年 KAGAYAスタジオ制作の全天周プラネタリウム番組「富士の星暦」の音楽を担当。4月2日、コーラスグループのミステラ・フェオとのコラボによる童謡・唱歌のアルバム「信州宝歌　童謡・唱歌　～春・夏～」をリリース。
- 2014年 11月29日、中国・上海でコンサート。会場で新曲「虹橋」を収録したCDを限定販売。
- 2015年 KAGAYAスタジオ制作の全天周プラネタリウム番組「オーロラの調べ」の音楽を担当。
- 2016年 日本テレビ「アイキャラ」の企画「ひらがな男子」のミュージック・ビデオ「の音楽を担当。
- 2016年 7月9日、2年ぶりとなる中国・上海でのコンサートを開催。
- 2016年 11月12日、「オーロラの調べ」サウンドトラックを配信リリース（姫神初のハイレゾ版も配信）。11月30日、「富士の星暦」サウンドトラックを配信リリース。

## ディスコグラフィ

### アルバム
- 姫神せんせいしょん

1. 奥の細道 （1981年）
2. 遠野 （1982年）
3. 姫神 （1982年） - この中の1曲「白い川」は村野鐵太郎監督の映画「遠野物語」のメインテーマとして使用された。
4. 姫神伝説 （1983年）

- 姫神（初代：星吉昭）

1. まほろば （1984年・姫神 with YAS-KAZ）
2. 海道 （1985年・姫神 with YAS-KAZ） - NHKTV「ぐるっと海道3万キロ」サウンドトラック
3. 北天幻想 （1986年）
4. 雪譜 （1987年）
5. 時をみつめて （1988年） - 「第32回ゆく年くる年」サウンドトラック
6. 姫神風土記 （1989年）
7. イーハトーヴォ日高見 （1990年）
8. ZIPANGU姫神 （1992年） - 海外版は「JOURNEY TO ZIPANGU」と改題され、曲順が変更されている。
9. 炎 -HOMURA- （1993年） - この中の1曲「風の祈り」は、NHK大河ドラマ「炎立つ」内のコーナー「炎紀行」のテーマ曲。
10. 東日流 （つがる）（1994年）
11. マヨヒガ （1995年）
12. 風の縄文 （1996年）
13. 風の縄文II 久遠（とき）の空 （1997年、PCCR-00260）[2]
14. 縄文海流 風の縄文Ⅲ （1998年） - 第40回日本レコード大賞企画賞を受賞。
15. シード （1999年）
16. 千年回廊 （2000年）
17. 青い花 （2003年）
18. 風の伝説 （2004年） - 第46回日本レコード大賞特別功労賞を受賞。

- 姫神（二代：星吉紀）
  - 天∴日高見乃國 （2008年）
  - 街道（2024年） - 配信リリースのみ。事前にクラウドファンディングが行われ、その返礼品として限定でCDが制作された。

　※近年は#サウンドトラック等でも新曲が発表されている。

### ライブ・アルバム
1. 浄土曼陀羅 -平泉毛越寺法楽会浄土庭園コンサート-（1995年、PCCR-00171）

### ベスト・アルバム
1. Special（1986年、D32R-0042）
2. Best（1987年、D32P-6184）
3. Moonwater （1989年） - 日本版と海外版が存在し、収録内容が異なる。
4. Snow Goddess （1991年、HOMCD 7034） - 海外向けコンピレーション盤。
5. Super Best（1993年、D32P-6025）
6. Best II -遠い風- （1994年、PCCR-00115）
7. Best Selection （1996年、FOCL-30666）
8. 時を紡いで ～姫神TVセレクション～ （1997年、PCCR-00253） - 「時空の花園」「ムツゴロウとゆかいな仲間たちのテーマ」が初収録。
9. 森羅万象（1998年、PCCA-01207） - 二枚組。15万枚を売り上げる[3]。「風祭り」「祭り神」はアルバム「風の縄文」収録分とは微妙にアレンジが異なる。
10. 姫神イリュージョングリーン（1999年、PCCR-00296） - 五枚組。
11. 姫神イリュージョンレッド（1999年、PCCR-00297） - 五枚組。
12. 姫神イリュージョンブルー（1999年、PCCR-00298） - 四枚組。
13. コンプリート・ベスト「神の祭、風のうた」（2002年、PCCA-01668） - 二枚組。
14. 姫神クロニクル 1981-2000 ベストセレクション（2002年、DMCR-40147） - 四枚組。
15. 蒼穹の声 -Voices Best-（2004年、PCCA-02021） - 「愛を超えて」は姫神のアルバムとしては初収録（幻想水滸伝IIIのサントラとは異なるアレンジ）。
16. 神々の詩 ～姫神ベスト・コレクション～（2004年、FOCL-41473~4） - 二枚組。
17. クロニクル ベスト（2009年、PCCK-20038）
18. スペシャル・コレクション（2010年、MICA-4078）
19. GOLDEN☆BEST 姫神（2011年、PCCA-03404） - 二枚組。初めてレーベルの枠を越えて選曲されている。「水火の天弓」初CD化。「奥の細道」「神々の詩」はシングルバージョンが収録されている。また、監修した星吉紀が各曲にコメントを寄せている。
20. ザ・プレミアムベスト 姫神「まほろばの光と風、森と泉」（2013年6月19日、PCCA-03854） - 二枚組。
21. やすらぎの音楽 -光と風のシンフォニー 神々の詩- ベスト・オブ・姫神（2013年11月6日、MICA-4134）
22. ゴールデン☆ベスト 雅 姫神（2017年、UPCY-7255）
23. 千年の祈り（2018年、PCCK-20185） - 二枚組。
24. 安らぎの旋律 ～神々の詩～（2022年、BRCA-00127）

### シングル
1. 奥の細道 （1981年）
2. 海道を行く （1985年） - NHKTV「ぐるっと海道3万キロ」メイン・テーマ
3. 遠くへいきたい （オユンナ&姫神・1994年）
4. 風のうた （1995年） - 「くりはら田園鉄道」イメージ曲。
5. 見上げれば、花びら （1996年）
6. 神々の詩 （1998年） - TBS系「神々の詩」テーマ曲。25万枚を売上[3]。
7. 未来の瞳 （2000年） - TBS系「未来の瞳」テーマ曲。
8. 奇跡の恵み （2011年）
9. 流氷 （2011年） - 「天空への旅　～Himekami TV Omnibus～」ではタイトルが「氷琉」に変更されている。

### EP
1. 組曲「白山」 （2017年） - 白山開山1300年を記念して製作。白山三馬場の各神社での限定販売。

### サウンドトラック
1. 「遠野物語」サウンドトラック（1982年） - 未CD化。主題歌はNSP。
2. 「スターリーテイルズ　サウンドトラック」（2011年） - KAGAYAスタジオ製作の全天周プラネタリウム番組のサントラ。ボーカルのOriga（オリガ）と初コラボレーション。DAISHI DANCE、Language、渡部高士、鈴木光人によるリミックス曲も収録。
3. 「天空への旅　～Himekami TV Omnibus～」（2013年） - 北海道放送制作のドキュメンタリー番組に提供した楽曲をまとめたアルバム。全9曲の内、Origaとのコラボ作品が4曲収録されている。また、「雪の女神」は番組では使用されていないオリジナル曲。配信リリースという形だが、AmazonではCD-R版も販売されている。
4. 「～花鳥風月～　星ごよみ　サウンドトラック」（2013年） - 東京スカイツリータウンのプラネタリウム「天空」のヒーリング番組のサントラ。全12曲収録で、すべてシンセサイザーのみのインスト曲。CD版には曲間に自然音のSEが入っているが、ダウンロード版には入っていない。
5. 「富士の星暦サントラCD付フォトブック」（2014年） - KAGAYAスタジオ製作の全天周プラネタリウム番組のフォトブックに、姫神によるサウンドトラックCDがセットになったもの。CD単体での発売はされていない。姫神がアレンジしOrigaが歌う唱歌「ふじの山」など5曲収録。2015年に新バージョンが発売されたが、収録曲に変更はない。
6. 「オーロラの調べ　サウンドトラック」（2016年） - KAGAYAスタジオ製作の全天周プラネタリウム番組のサントラ。配信リリースのみだが、姫神として初めてハイレゾでの配信もされている。
7. 「富士の星暦　サウンドトラック」（2016年） - KAGAYAスタジオ製作の全天周プラネタリウム番組のサントラ。配信リリースのみだが、ハイレゾ版での配信もされている。初リリース3曲含む全8曲収録。サントラCD付フォトブックや「天空への旅」で既発表の曲も含まれるが、アレンジが異なる。

### 映像作品
1. 浄土曼陀羅 -平泉毛越寺法楽会浄土庭園コンサート-（1995年、PCLP-00578）

### その他
1. 春風祭 -遠野物語への旅- （1982年、PR-42） - アルバム「遠野」のサンプル盤。
2. 鳥のごとく （1983年、PR-59） - アルバム「姫神伝説」のサンプル盤。